# Glenea subalcyone
Glenea subalcyone là một loài bọ cánh cứng trong họ Cerambycidae.